# Thermocyclops orientalis
Thermocyclops orientalis – gatunek widłonoga z rodziny Cyclopidae. Nazwa naukowa tego gatunku skorupiaków została opublikowana w 1985 roku przez francuskiego zoologa-limnologa Bernarda Henriego Dussarta oraz zoologa Constantine’a Herberta Fernando z Uniwersytetu Waterloo w Kanadzie.